# سویاتوسلاو لونویف
سویاتوسلاو لونویف (انگلیسی: Svyatoslav Lunyov؛ زادهٔ ۱۹ آوریل ۱۹۶۴) آهنگساز اهل اوکراین است.